# 张学信
张学信（1947年—），山东茌平人，汉族，中华人民共和国政治人物、第十二届全国人民代表大会山东地区代表。
毕业于山东干部函授大学经济管理专业。加入中国共产党。担任信发集团董事局主席。2008年起担任全国人大代表。2013年，担任全国人大代表。